# Educación y tecnología
Una de las características que definen hoy el desarrollo es la relación entre la educación y la tecnología, estimulada por el aumento espectacular de la conectividad por internet y la generalización de los dispositivos móviles. Vivimos en un mundo conectado. Se  estima que el 40% de la población mundial usa en la  actualidad internet, y esta cifra no para de aumentar a un ritmo extraordinario. Mientras existen variaciones significativas de la conectividad a Internet entre países y regiones, el número de hogares conectados en el Sur global ha superado al de los del Norte global. Además, más del 70% de los subscripciones al teléfono móvil en el mundo entero se producen en la actualidad en el Sur global.
Se espera que 5000 millones de personas pasen de no tener conectividad a una conectividad total en los veinte próximos años. Subsisten, no obstante,  diferencias  considerables  en  materia  de  conectividad  entre  países  y  regiones,  por  ejemplo, entre zonas urbanas y zonas rurales.  La escasa velocidad de  la  banda  ancha  y  la  falta  de  conectividad  dificultan el acceso al conocimiento,  la participación en la sociedad y el desarrollo económico.
Internet ha transformado el modo en que la gente accede a la información y el conocimiento, su  forma de interactuar y la dirección de la administración pública y los negocios. La conectividad digital puede aportar muchos beneficios en materia de salud, educación, comunicación, ocio y  bienestar. Los progresos de la inteligencia artificial, las impresoras 3D, la recreación  holográfica, la transcripción instantánea, los programas informáticos de reconocimiento de voz y  de gestos no son más que algunos ejemplos de las novedades que se están experimentando.  Las tecnologías digitales están transfigurando la actividad humana, desde la vida de todos los días a las relaciones internacionales, desde el trabajo al ocio, y están redefiniendo múltiples aspectos de nuestra vida privada y pública.
Las nuevas tecnologías de la información y la comunicación han venido a interpelar la educación en general y la escolaridad en particular entrañando potencialidades, desafíos y nuevos problemas. En su dimensión problemática se destacan el agotamiento al estar demasiado disponible para los otros, la mayor exposición a publicidades y solicitudes no deseadas, mayor apertura a la vigilancia de las corporaciones y los gobiernos, la infiltración del afuera en el interior de las aulas a través de los dispositivos móviles promoviendo o encauzando la desatención Todo ello no puede menos que tener algún efecto en la educación de los sujetos. En su dimensión positiva, las tecnologías en general y las TIC en particular ponen a disposición del sujeto mayores oportunidades de aprendizaje que sobrepasa en volumen y diversidad, a cualquier aula o biblioteca escolar. A la vez que crea una inteligencia extensible, tanto tecnológica como socialmente. Las TIC brindan contacto instantáneo con personas tienen conocimientos que otros no poseen y facilita la posibilidad de compartirlos.
Es importante rescatar que en  las clases presenciales se toma en cuenta el procesamiento de la información, se considera que el sujeto de aprendizaje es activo, es decir, presta atención a su entorno, capta, busca y procesa la información, la trasforma y la repasa, la organiza, la almacena y la recupera cuando la necesita.[cita requerida]
Estas tecnologías han ampliado las oportunidades de libertad de expresión y de movilización social, cívica y política, pero suscitan a la vez graves preocupaciones. La disponibilidad de  información de carácter personal en el mundo cibernético, por ejemplo, crea problemas serios en relación con la intimidad y la seguridad. Espacios nuevos de comunicación y socialización están transformando el concepto de ‘lo social’ y requieren salvaguardias aplicables, jurídicas y de otro  tipo, para impedir su uso excesivo, su uso impropio y su mal uso. Los casos de mal uso de Internet, la tecnología móvil y los medios de comunicación social van desde el acoso por medios cibernéticos a las actividades delictivas, incluso el terrorismo. Los educadores, en este nuevo mundo cibernético, están obligados a preparar mejor a las nuevas generaciones de ‘nativos digitales’, para que puedan hacer frente las dimensiones éticas y sociales no sólo de las tecnologías digitales existentes, sino de las que están aún por inventar.

## Infraestructura digital
La pandemia de COVID-19 y el cierre inesperado de escuelas a nivel global pusieron en evidencia las limitaciones de los sistemas educativos para implementar métodos de enseñanza a distancia de calidad que permitieran la continuidad del servicio educativo. En respuesta a esta crisis, los países adoptaron estrategias alternativas, como el aprendizaje en línea y la difusión de programas educativos a través de televisión y radio. Sin embargo, la transición al aprendizaje a distancia fue especialmente desafiante en muchas regiones debido a la falta de infraestructura digital. Solo el 22% de los hogares contaban con acceso a internet y apenas un 19% disponía de computadoras, lo que limitó significativamente el alcance de estas modalidades de enseñanza a distancia.
Estas carencias tecnológicas se tradujeron en grandes pérdidas en los niveles de aprendizaje, estimadas entre 1 y 1,8 años de escolaridad ajustados por aprendizaje.Esta situación ha resaltado las dificultades que enfrentan los sistemas educativos para mantener la continuidad del servicio ante emergencias, incluidas las relacionadas con el cambio climático.